# 納粹禮

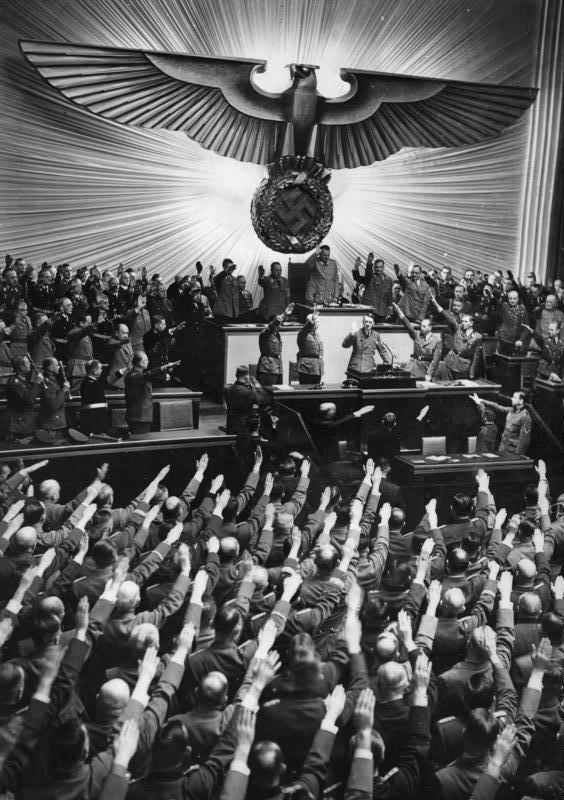
1941年众人在国会大厦向希特勒行纳粹礼

納粹禮（德語：Hitlergruß），亦稱“德國式問候”（德語：Deutscher Gruß），是纳粹德国的一种敬禮，动作为右臂和右手伸直並垂直於胸口或稍微舉起，手心向下。其形式起源于意大利法西斯支持者的敬禮方法，由羅馬式敬禮改造而来。通常敬礼时亦会说“希特勒万岁！”（Heil Hitler!）、“我的元首万岁！”（Heil, mein Führer!）或“勝利萬歲！”（Sieg heil!）。
纳粹党于1930年代开始使用纳粹礼，作为表达对希特勒忠诚和对德意志民族的荣耀。纳粹党上台之后，纳粹礼成为平民唯一的行礼方式，但德意志國防軍仍沿用传统的敬礼。7月20日密谋案后，国防军亦被要求行纳粹礼。
目前在德国、捷克、斯洛伐克、奥地利及澳洲，使用納粹禮均会触犯刑法。

## 由來

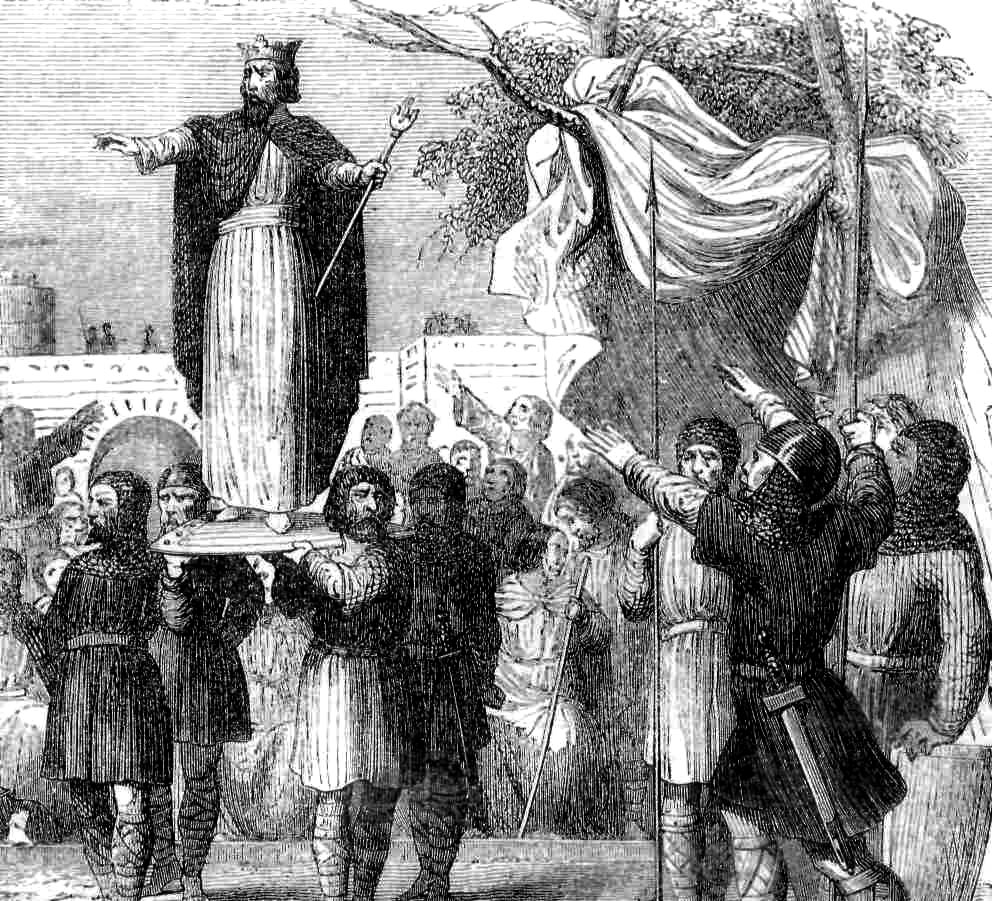
早期的德意志國王登基典禮的圖畫

縱使事實上法西斯成員及其支持者聯想到古羅馬的敬禮，希特勒和黨衛隊領袖希姆萊相信它來自古代德國人的集會。希特拉認為此敬禮表現了日爾曼人的好戰精神，希姆萊則認為它是用舉起的矛宣誓一儀式的變形。如此主張並非毫無理由，因為歷史學家長期爭論類似手勢是否用於古代德意志國王登基典禮。 插圖重現了有關事件並表示該敬禮起源於十九世紀中期。現代布羅克豪斯百科全書亦重複有關觀點，該敬禮是由中世紀早期德意志國王加冕典禮和一起使用的感歎語「Heil」衍生而成。根據納粹北欧主义者（Nordicist）的雅利安人種說，古羅馬的統治者由北歐移居到意大利，並由德國將敬禮帶到古羅馬。

## 納粹德國的使用

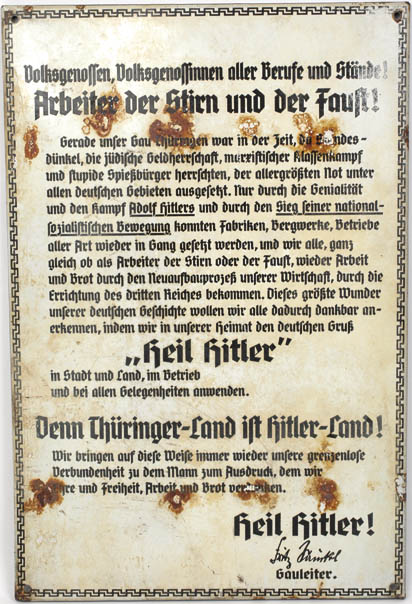
1934年要求所有圖林根市民在各個場合使用「希特勒萬歲！」的納粹宣傳

在1933年到1945年間的德國，納粹禮是平常的問候方式。平民之間、或武裝親衛隊對上級對話較常用「希特拉萬歲！」（Heil Hitler!）。希特勒自己則喜好稱呼為「我的元首萬歲！」（Heil, mein Führer!）或簡單的「萬歲！」（Heil!）。
「勝利萬歲！」（Sieg Heil!）是另一常用於納粹黨大會的口號，特別在希特勒發表演說後。口號會重複三次慣常地組成「Sieg...Heil! Sieg...Heil! Sieg...Heil!」。
意大利首相貝尼托·墨索里尼、西班牙獨裁者佛朗哥、羅馬尼亞總理揚·安東內斯庫、斯洛伐克總統約瑟夫·蒂索等二战歐洲法西斯領導人與希特勒及其軍官會面時亦有向民眾使用納粹禮。
1944年7月20日密謀案4日後，軍方用納粹禮取代了標準軍禮。在此之前，納粹禮並非是必須的，雖然習慣上會回敬納粹禮。

### 希特勒回禮版本

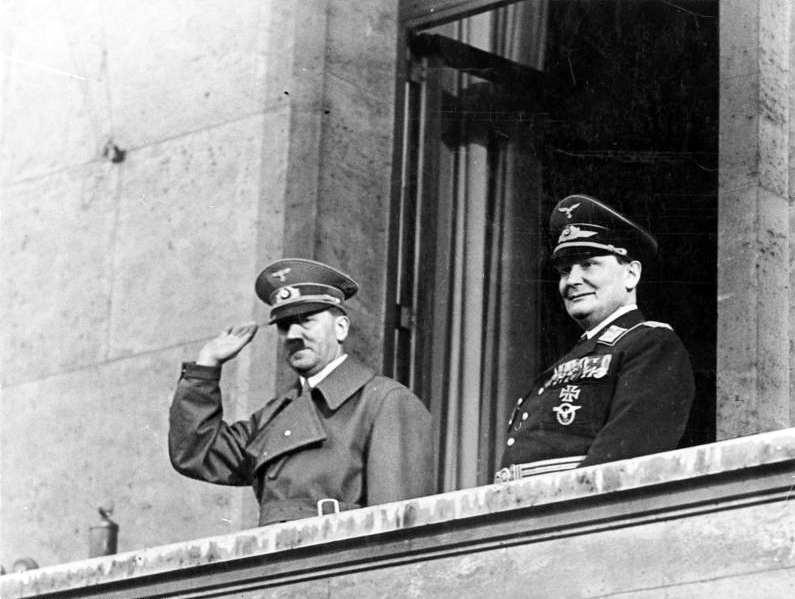
希特勒回禮版本

希特勒常常使用納粹禮，當他回敬時會用另一個修改版本，手臂向前水平伸直，手肘向上舉垂直，手掌向後彎，手心向上，肘關節與腕關節皆略成90度，如上圖。除了希特勒以外，納粹德國幾位主要政治人物如戈培爾、戈林及里賓特洛甫也使用過。而当时纳粹德国电视节目中，主持人使用的也是这一版本。

## 1945年以後

### 禁止與諷刺
納粹禮所參考的羅馬式敬禮在二戰前用於多個國家作不同用途。例如貝拉米禮，在19世紀晚期至20世紀早期作為美國效忠誓詞的一部份，是羅馬式敬禮的其中一個變體。由於與納粹禮有所類似，所以在1942年被廢止。同時世界上大部份相似敬禮都以相同原因被禁止。
納粹禮和相關口號在戰後德國明令禁止。但新納粹分子使用不同的納粹禮，他們用「88」代表希特拉萬歲（Heil Hitler），取其H字為第8個字母。還有伸直拇指、食指和中指的Kühnen敬禮，在德國都是非法的。1994年，統一後的德國聯邦議會通過了《反納粹和反刑事犯罪法》，規定禁止使用納粹標誌、口號及敬禮姿勢，禁止使用任何具有納粹象徵意義的標記符號、標語和徽章，宣傳納粹思想、美化納粹戰犯、懸掛納粹旗幟和口號均被視為非法。
至1945年，開始在小說中模擬納粹禮，用於非書面上簡略地區分英雄與壞人。例如在原來《星艦奇航記》電視連續劇內，羅慕倫人（塑造為一個法西斯社會）（1966至69年）多集出現用舉起手臂，手心向下的敬禮，例如在「The Enterprise Incident」一集內。

### 最後堡壘 - 西班牙
西班牙考迪羅佛朗哥的長槍黨政權（1939至1975年）和德國納粹黨及意大利法西斯黨，一樣使用納粹禮/羅馬式敬禮，由於獨裁政權直到1975年佛朗哥逝世才結束，所以能見到冷戰時期西班牙人行類似敬禮的奇觀。

### 重出江湖

#### 反以色列
阿拉伯國家、伊朗因為反以色列與反猶，因此納粹禮在阿拉伯國家和東歐地區殘存的反以色列勢力活動時也會出現。

#### 足球
在足球場上，球員和球迷納粹的行為被禁止，並會受到懲罰。2013年3月，希臘足球運動員在場上舉納粹手勢遭該國終身禁止參與國家隊。2013年12月，英國足球運動員在場上舉納粹手勢遭禁賽5場。
同時球迷其他納粹的行為，也會使球場的持有球隊被罰款、扣積分，甚至關門比賽（如浦和紅鑽主場）、降級。
由於以色列人口以猶太人為主，因此以色列國家隊的比賽不時出現反猶太主義等種族歧視行為。2016年9月5日，意大利球迷在以色列對意大利的2018年世界盃外圍賽比賽的開始前的以色列國歌演奏前，部份意大利球迷行納粹禮，而使意大利足球協會被罰27000歐元。

#### 極右派、新納粹
2015年至今歐洲經過了2015年11月巴黎襲擊事件、2016年布魯塞爾連環爆炸案、歐洲移民危機，讓極右派勢力崛起，這種手勢在二戰結束70年後，重新大規模出現在歐洲，例如布魯塞爾爆炸案3天後，上百人在悼念活動使用此手勢。
2025年4月，中國國民黨青年軍宋建樑領導泛藍陣營對民進黨立委李坤城進行大罷免，但因抄錄名冊涉偽造文書被新北地檢署提訴。4月15日，宋建樑舉起右臂進行納粹禮，左臂戴著象徵納粹的「卐」臂章，手上則拿著希特勒著作「我的奮鬥」步入新北地檢署偵查大樓，引起極大爭議，德國在台協會發出聲明痛斥行為無恥，且宋建樑當時故意展示納粹手勢與符號是有政治目的，以色列駐台代表游瑪雅譴責煽動仇恨，極不恰當，且背離台灣價值。

## 諷刺用途
諷刺用途回溯至1933年前的反納粹宣傳，摄影蒙太奇藝術家約翰·哈特菲爾德用了希特拉的納粹禮在海報中，將他和財團聯繫起來。站在希特拉背後的巨大的人影代表了右翼資本主義者，將金錢置於他手中，讽刺希特拉接受幕後捐助。標題為「納粹禮的意義」和「有數百萬放在我的後面」。
戰爭時期同盟國譏諷地使用納粹禮，特別嘲弄納粹黨。在查理·卓别林電影《大獨裁者》（1940年）中，擬希特拉角色（Adenoid Hynkel）多次在試圖用納粹禮時引起混亂。
戰後諷刺用途仍存在，尤其於斯坦利·庫布里克的黑色幽默電影《奇愛博士》中，奇愛博士是一個移居國外的前納粹科學家，他不受控制的右手時常試圖在美國總統面前行納粹禮，而他的左手則抑制它。這手勢嘗試反對公開表達的新納粹主張和思想。
現代社會納粹禮有時用來製造詼諧氣氛，但普遍不受贊同。經常會暗示人們舉止像「小希特拉」（即惡霸）。在英國，同時作把左手食指放在鼻下諧仿希特拉的髭以挖苦納粹禮很常見。在喜劇《非常大酒店》中一集「The Germans」便有這諧仿。
儘管「希特勒萬歲」和「勝利萬歲」有攻擊性，但也用於譏諷納粹禮。除了加上納粹禮，也可以暗諷某些像獨裁者的人。Swingjugend，一組德國爵士樂隊亦戲仿吟誦"Swing Heil"。
「勝利萬歲」一言諷刺和冒犯性的分界並非不含糊，有時喜劇人士用它來指責反猶太主義（例如Dieudonné M'bala M'bala具爭議性的「Isra-Heil」速寫）。
雖然戰後在禁止德國納粹禮和相關口號，但有人使用「Sieg Geil」，影射約瑟夫·戈培爾等高級納粹官員活躍的性生活。德語「geil」一詞可以解作好色或準確地翻譯為「性興奮的」。
在澳大利亚，不論直接或間接，都禁止所有使用具種族主義成分的敬禮和相關語句並將納粹分子分類為種族主義者。

## 大眾文化
美國嘻哈歌手肯伊·威斯特第十二張錄音室專輯曲目「希特勒萬歲」，歌曲發行日期是2025年5月8日第二次世界大戰歐戰勝利紀念日，德國於80年前當天投降。

## 圖集

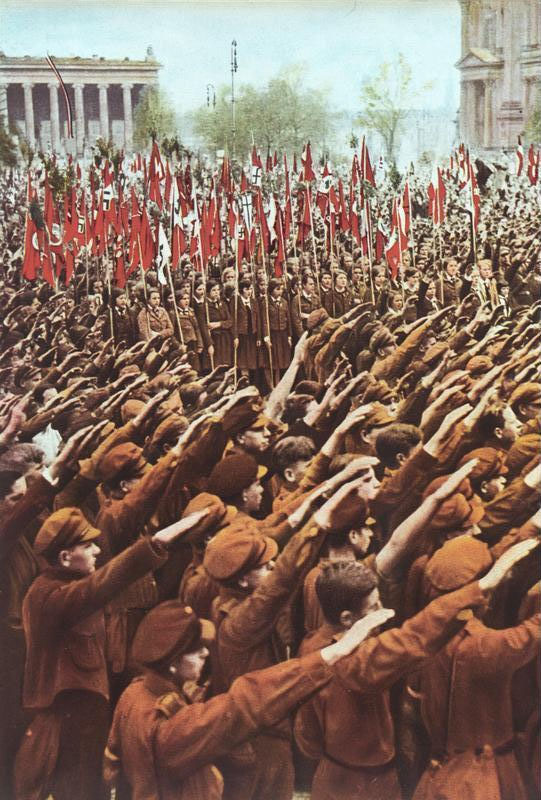
1933年希特勒青年团在柏林舉行的一次集會
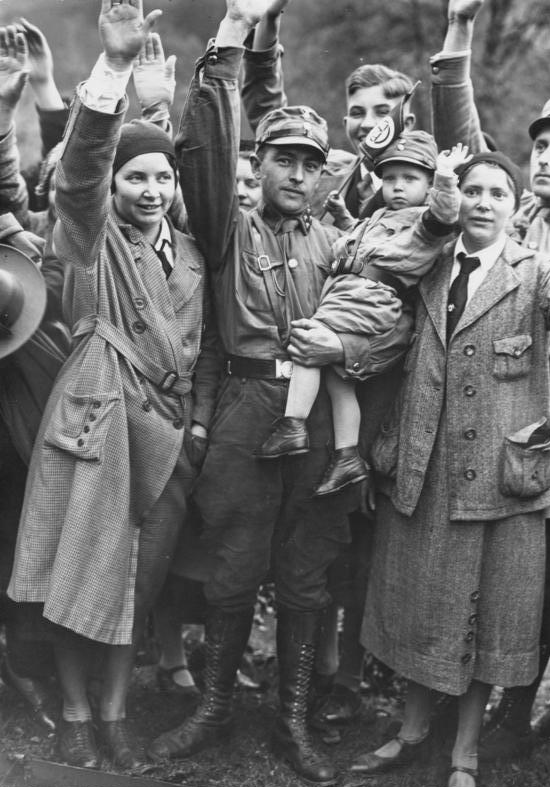
納粹軍官及党员在行礼
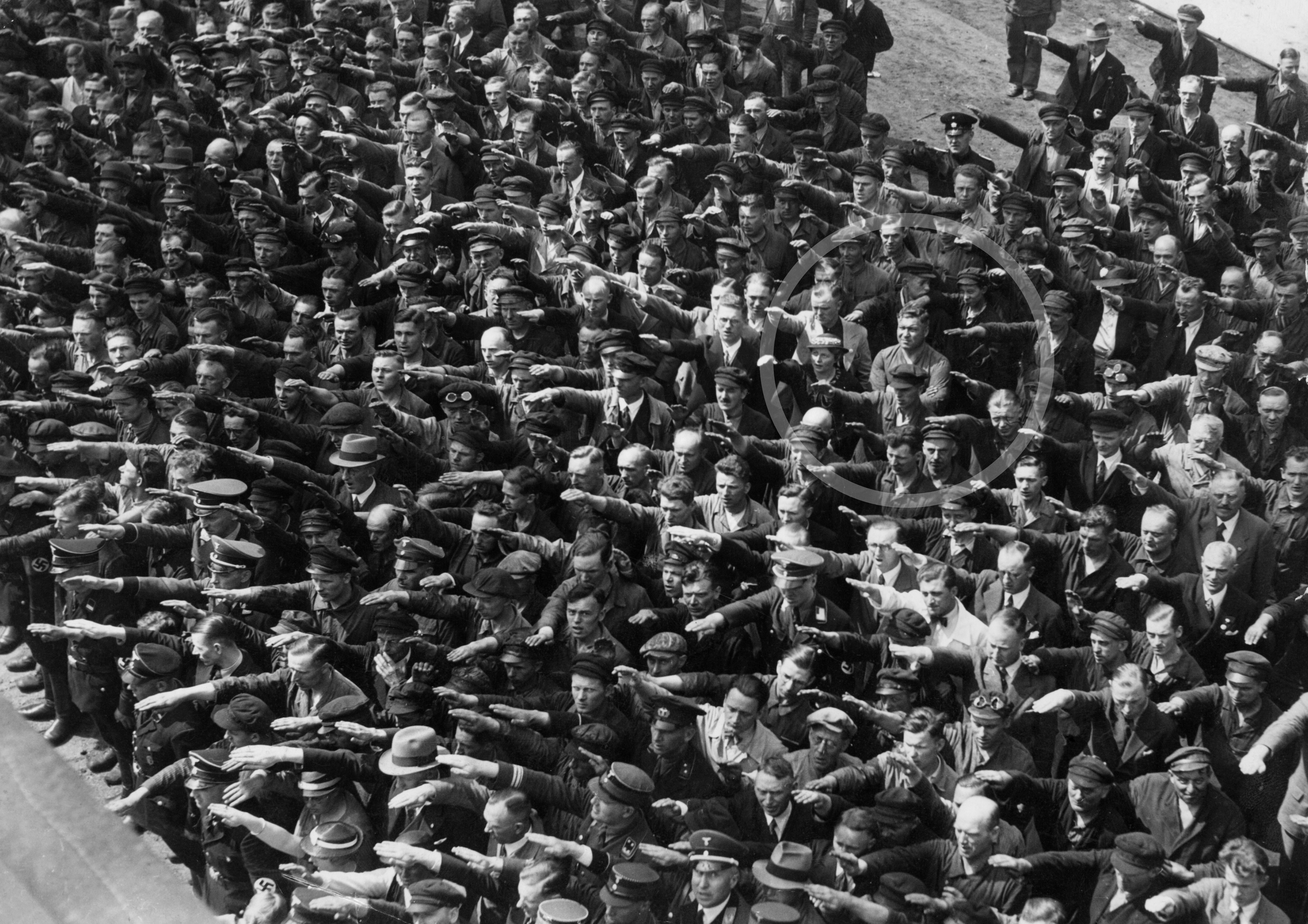
一名拒绝行纳粹礼的船厂工人，可能是奥古斯特·兰德梅赛
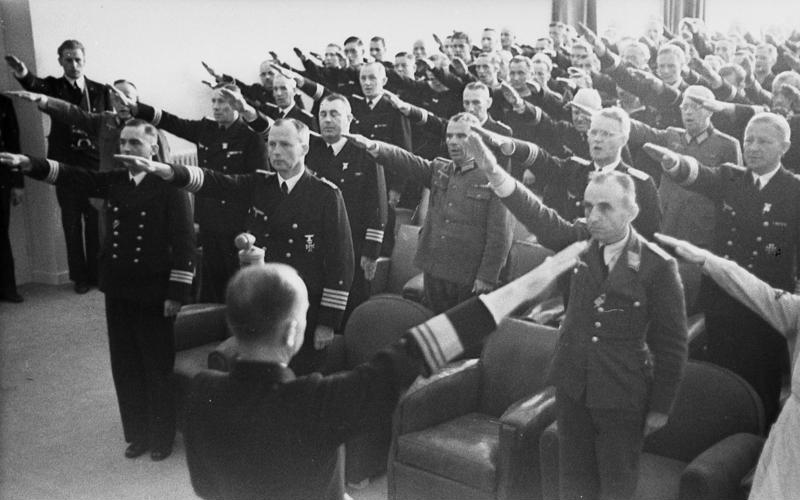
納粹德國海軍元帥鄧尼茨與眾海軍軍官敬納粹禮
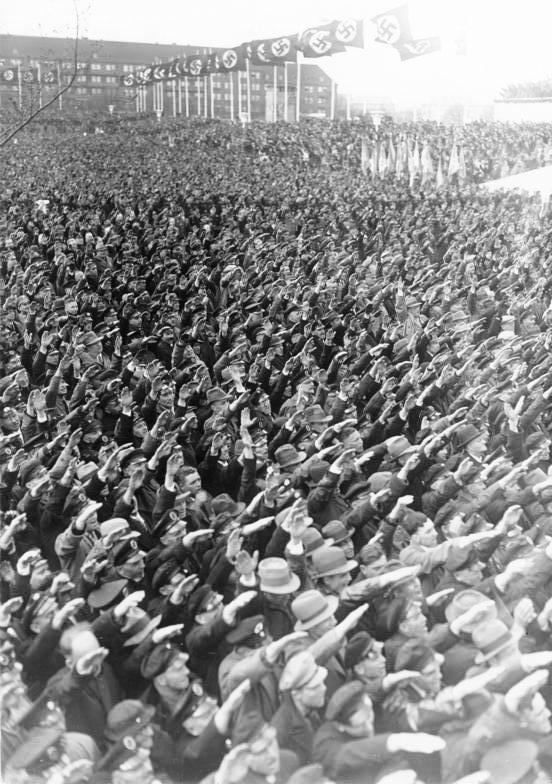
正在敬納粹禮的人們
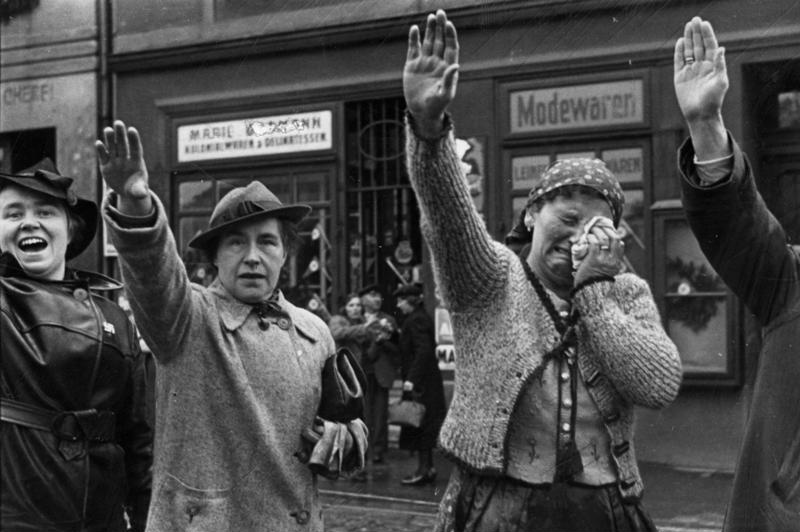
1938年納粹德國軍隊進駐捷克蘇台德區時向德軍行納粹禮時激動到流淚的當地女士
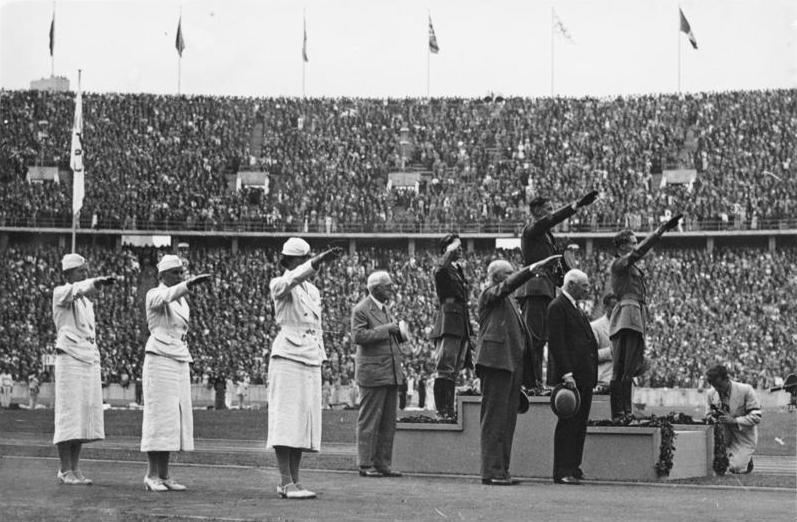
1936年夏季奥运会上现代五项的颁奖仪式